# کی‌ان‌بی‌سی
کی‌ان‌بی‌سی (به انگلیسی: KNBC) یک ایستگاه تلویزیونی متعلق به ان‌بی‌سی است که در لس‌آنجلس پخش می‌شود. استودیوهای کی‌ان‌بی‌سی در برینک در ایالت کالیفرنیا قرار دارند.
کی‌ان‌بی‌سی در کنار تلموندو یکی از دو شبکه متعلق به ان‌بی‌سی در لس‌آنجلس است.